# Volkmarsdorf
Volkmarsdorf ist ein Stadtteil und zugleich Ortsteil im Stadtbezirk Ost von Leipzig.
Der Ort war bis zu seiner Eingemeindung im Jahr 1890 eine selbständige Gebietskörperschaft östlich Leipzigs, die das Rittergut Volkmarsdorf sowie das Dorf umfasste. Durch die Eingemeindung wurde es zum Leipziger Stadtteil. Seit der kommunalen Neugliederung Leipzigs im Jahr 1992 bezeichnet Volkmarsdorf auch einen Ortsteil Leipzigs im Stadtbezirk Ost. Dieser verwaltungstechnische Bereich umfasst den größten Teil der historischen Volkmarsdorfer Flur und dazu die westlichen Teile der Sellerhäuser Flur, das ehemalige Neu-Sellerhausen.

## Lage
Volkmarsdorf liegt etwa drei Kilometer östlich der Leipziger Stadtmitte. Der Ortsteil grenzt im Norden an Schönefeld, im Osten an Sellerhausen, im Süden an Anger-Crottendorf und im Westen an Neustadt-Neuschönefeld. Die westliche Grenze bilden die Hermann-Liebmann-Straße und die Wiebelstraße, die südliche die Bernhardstraße, die östliche der Bahndamm des Güterrings bis zur Torgauer Straße und die nördliche die Torgauer Straße bis zur Bahnstrecke Leipzig–Dresden und dann diese bis zur Hermann-Liebmann-Straße.
Der etwa halb so große Bereich des Stadtteils Volkmarsdorf, also die ehemalige Volkmarsdorfer Flur, endet im Osten an der Wurzner, der Torgauer und der Bennigsenstraße, so dass der Torgauer Platz erst nach 1992 zu Volkmarsdorf kam. Im Südwesten reichte das alte Volkmarsdorf von der Wurzner Straße entlang des ehemaligen Laufs der Östlichen Rietzschke bis kurz vor die Reclamstraße und dann zurück durch den Stadtteilpark Rabet wieder bis zur Hermann-Liebmann-Straße in Höhe der Dornbergerstraße. Dieser letztere Teil war das Zentrum des früheren Dorfes; das Rittergut Volkmarsdorf befand sich am Schnittpunkt der heutigen Bergstraße mit der Hermann-Liebmann-Straße. Dieses Gebiet erinnert noch an den früheren Dorfanger, an dessen nördlicher Seite der Eingang zum Rittergut lag.

## Geschichte

### Dorf und Rittergut

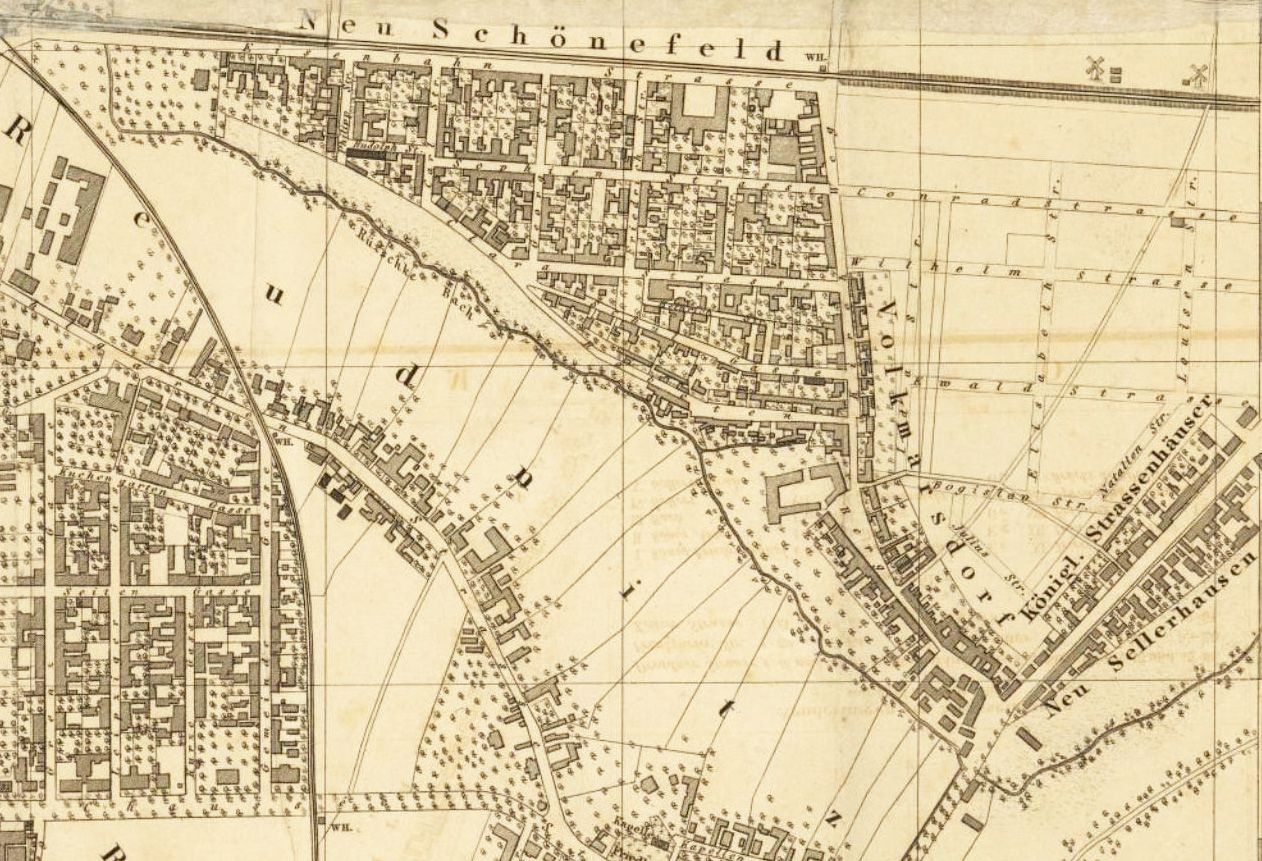
Volkmarsdorf (rechts im Bild) auf einer Karte der östlichen Leipziger Vororte von 1864

Volkmarsdorf wurde erstmals 1270 als Volcwartisdorff urkundlich erwähnt (d. h. 'Volkwarts Dorf', später aber begünstigt durch die schwache Betonung in den geläufigeren Vornamen 'Volkmar' gewandelt) und zwar als Eigentum des Bischofs von Merseburg. Der zunächst als Vorwerk bezeichnete Hof kam über die Familien Pflugk, Pudernaße und von Thümmel durch Eva Luise von Schlomach (1726–1813), die Frau von Carl Wilhelm von Kleist (1707–1766), die das nunmehrige Rittergut 1762 kaufte, in den Besitz der Familie von Kleist.
Volkmarsdorf blieb bis zur Mitte des 19. Jahrhunderts ländlich. Es gehörte zu den sogenannten Kohlgartendörfern, den Dörfern östlich von Leipzig, die von großer Bedeutung für die Lebensmittelversorgung der Stadt waren. Zwar entstanden schon um 1700 außer den Häusern des Dorfes an der Rietzschke auch solche an der Wurzner Straße, die Volkmarsdorfer Straßenhäuser, die 1875 eine selbständige Landgemeinde und 1882 nach Neusellerhausen eingemeindet wurden, die großflächige Bebauung der Volkmarsdorfer Flur setzte aber im letzten Viertel des 19. Jahrhunderts ein.

### Industrialisierung
Volkmarsdorf lag bis 1856 im kursächsischen bzw. königlich-sächsischen Kreisamt Leipzig. Ab 1856 gehörte der Ort zum Gerichtsamt Leipzig I und ab 1875 zur Amtshauptmannschaft Leipzig.
1862 ließ der Gutsherr Graf Bogislaw Adolph Heinrich Kleist vom Loß (1824–1869) große Teile der Volkmarsdorfer Flur als Bauland erschließen. Die Bebauung erfolgte zunächst zögerlich und beschleunigte sich nach 1879 unter anderem deshalb, da die 1837 eröffnete und die Volkmarsdorfer Flur durchschneidende Bahnstrecke Leipzig–Dresden nach Norden verlegt wurde und die Eisenbahnstraße als Magistrale entwickelt werden konnte. Einige der neuen Straßen erhielten Namen nach Personen aus der von Kleist’schen Familie, die Bogislawstraße nach Bogislaw Adolph Heinrich Kleist vom Loß, die Konradstraße nach dem letzten Besitzer von Volkmarsdorf Conrad Ewald Graf von Kleist und nach seinen Töchtern die Idastraße und die Natalienstraße.
Volkmarsdorf entwickelte sich in dieser Zeit zu einem dicht besiedelten Arbeitervorort. Die Bevölkerungszahl stieg von ca. 900 Einwohnern im Jahr 1825 auf 12.696 im Jahr 1885. Die zum Rittergut gehörenden Gebäude und das 1700 errichtete Herrenhaus („Schloss Volkmarsdorf“) wurden 1880/1881 abgerissen sowie in den Folgejahren die letzten Besitzungen der Familie von Kleist in Volkmarsdorf verkauft.

### Stadtteil von Leipzig

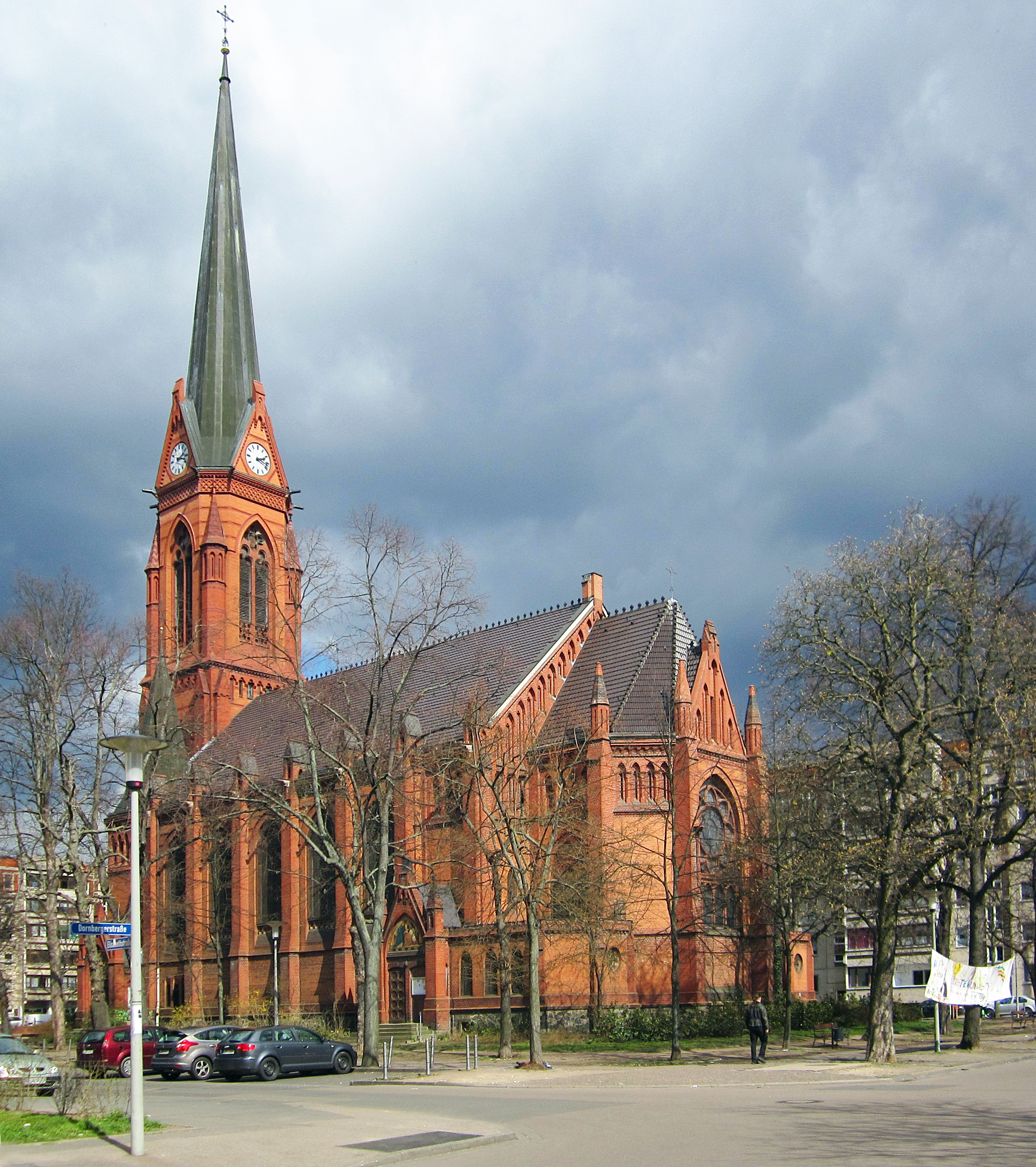
Lukaskirche (2015)
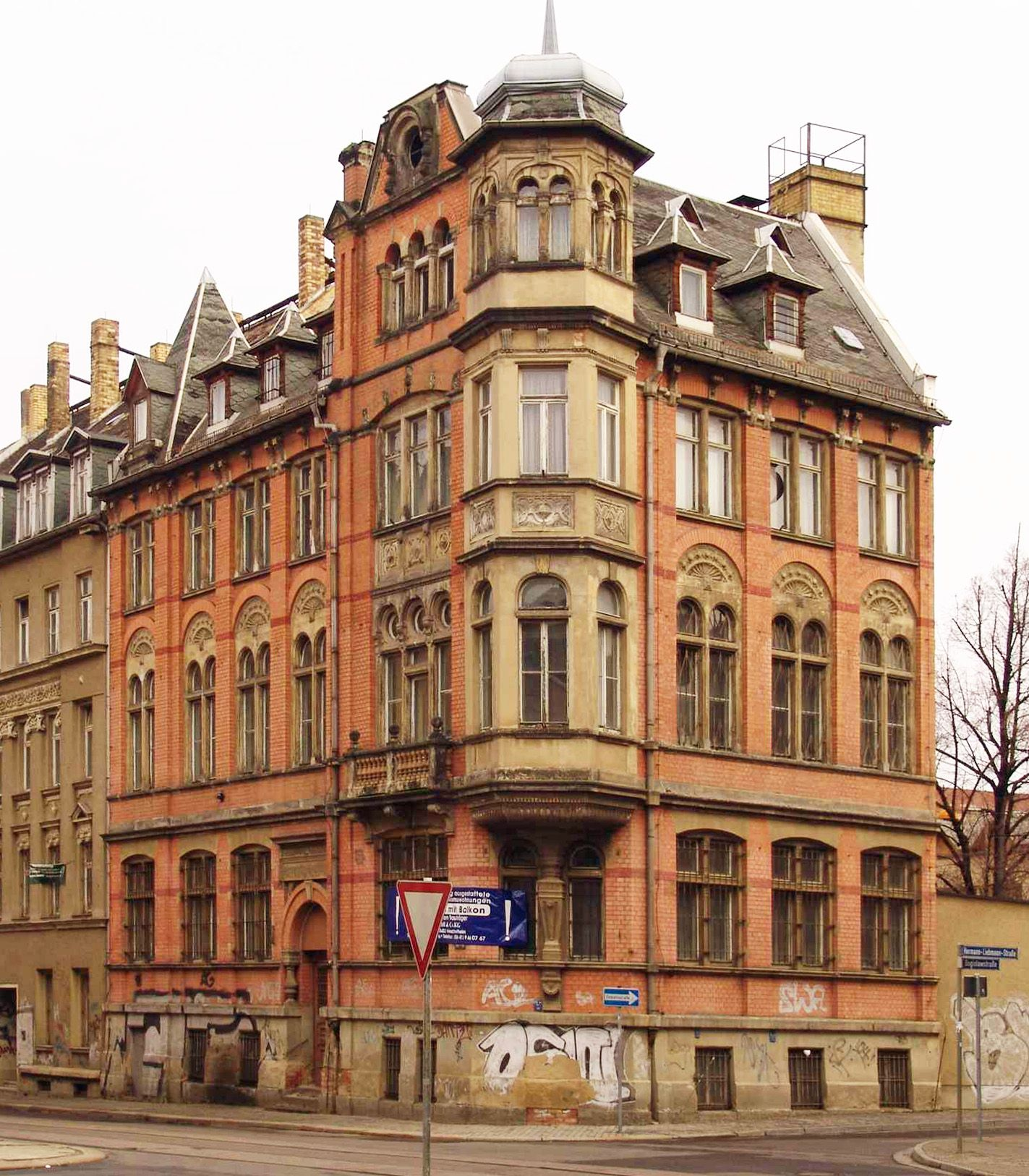
Ehemaliges Rathaus (2005)

1890 wurde Volkmarsdorf schließlich nach Leipzig eingemeindet, mit dem es geographisch bereits zusammengewachsen war.
Kirchlich gehörte Volkmarsdorf zu Schönefeld, weshalb die dorthin führende Straße, die heutige Hermann-Liebmann-Straße, Kirchstraße hieß. Das änderte sich, als von 1891 bis 1893 am Volkmarsdorfer Markt nach Plänen des Leipziger Architekten Julius Zeißig (1855–1930) die Lukaskirche errichtet wurde. Noch kurz vor der Eingemeindung nach Leipzig wurde an der Ecke Kirch-(Hermann-Liebmann-)Straße / Bogislawstraße mit dem Bau eines Rathauses begonnen, das später Polizeidienststelle wurde. Bis etwa 1905 war auch die Bebauung des Gebietes nördlich der Eisenbahnstraße abgeschlossen.
In der Zeit des Kaiserreichs und der Weimarer Republik galt der Leipziger Osten mit Volkmarsdorf als eine Hochburg der Arbeiterbewegung. In den 1920er Jahren trat hier anlässlich von Wahlkampfkundgebungen der KPD ihr Vorsitzender Ernst Thälmann (1886–1944) mehrfach auf, weshalb in DDR-Zeiten die Eisenbahnstraße (Ernst-Thälmann-Straße) und der Volkmarsdorfer Markt (Ernst-Thälmann-Platz) nach ihm benannt wurde.

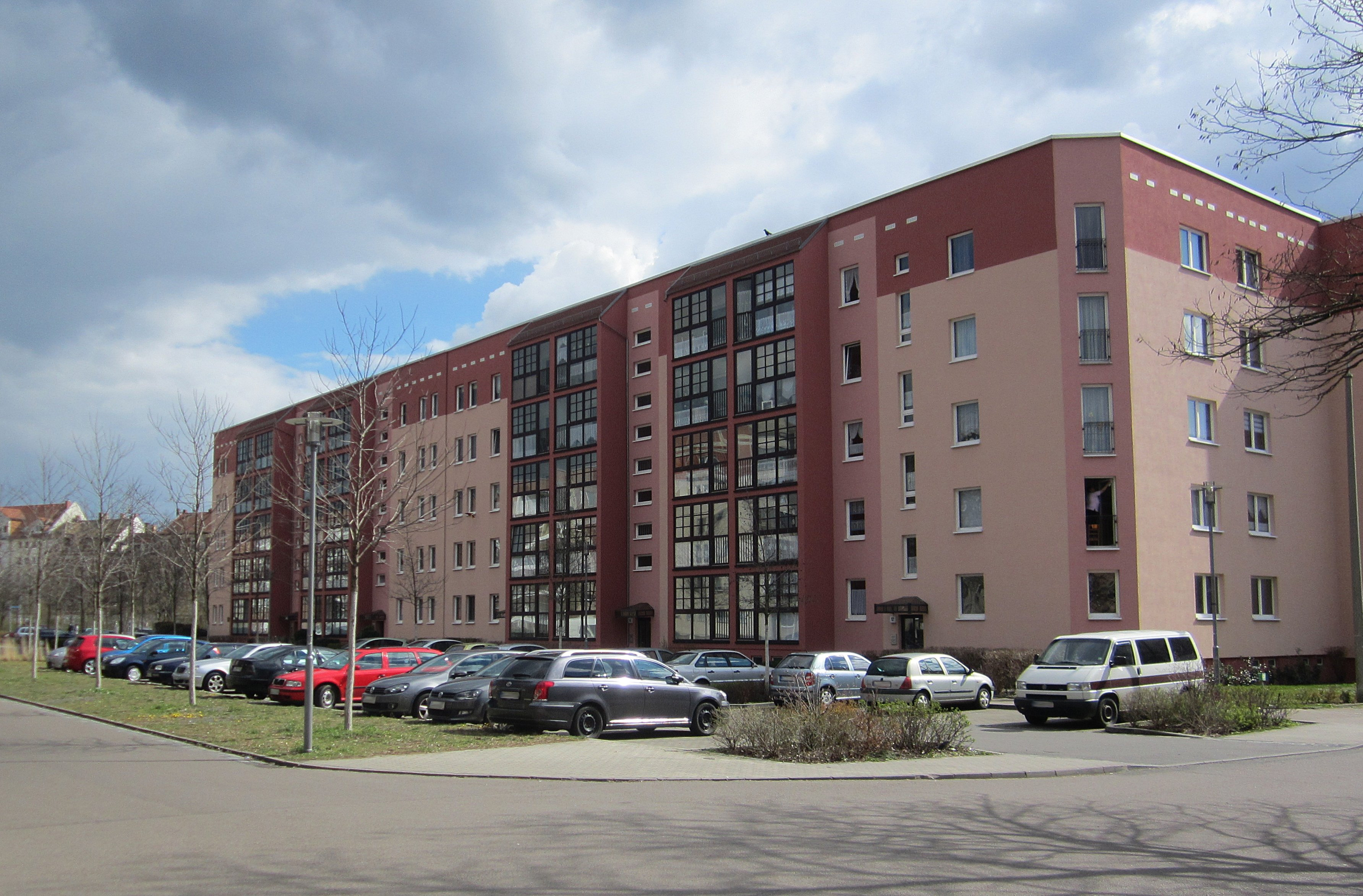
Wohnblock an der Dornbergerstraße (2015)
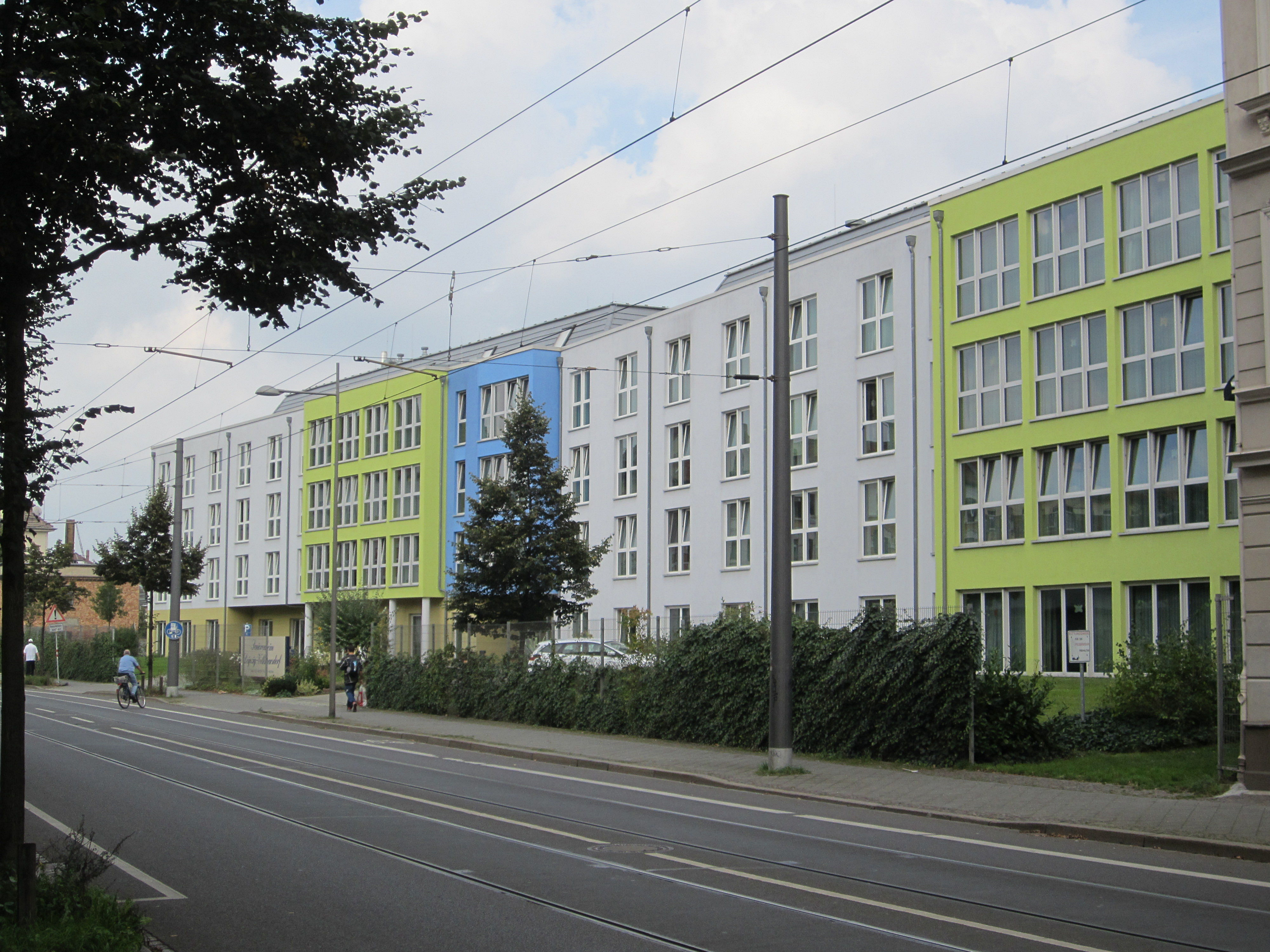
Seniorenheim an der Hermann-Liebmann-Straße (2014)

Während der Luftangriffe auf Leipzig im Zweiten Weltkrieg hatte Volkmarsdorf so gut wie keine Bombenschäden zu verzeichnen. Jedoch waren Volkmarsdorf wie auch andere Leipziger Stadtteile zur DDR-Zeit von einem allmählichen Verfall der gründerzeitlichen Bausubstanz gekennzeichnet. Dieser war besonders drastisch in den frühesten Bauten, also im südlichen Teil um die Lukaskirche. Nach flächenhaftem Abriss entstand hier von 1987 bis 1990 ein Neubaugebiet mit fünf- bis sechsgeschossigen Wohnblöcken in Plattenbauweise der Wohnungsbauserie (WBS) 70 mit insgesamt 1300 Wohnungen. Dieses wurde 1997 durch die Lukas-Arkaden zwischen Dornberger- und Bogislawstraße ergänzt. 2008 wurde im nördlichen Teil der Hermann-Liebmann-Straße ein Seniorenheim mit 206 Plätzen eröffnet.
Die Bevölkerungszahl sank in den 1990er-Jahren rapide: zwischen 1993 und 2001 verlor Volkmarsdorf mehr als ein Drittel seiner Einwohner. Dem gegenüber steht eine starke Bevölkerungszunahme seit Beginn des 21. Jahrhunderts, die sich ab 2010 nochmal beschleunigte. Nach einem Tiefstand von 7.315 Einwohnern im Jahr 2001 wurde 2015 wieder die Marke von 10.000 Einwohnern überschritten, im Jahr 2022 waren es 13.652.

## Ortstypik

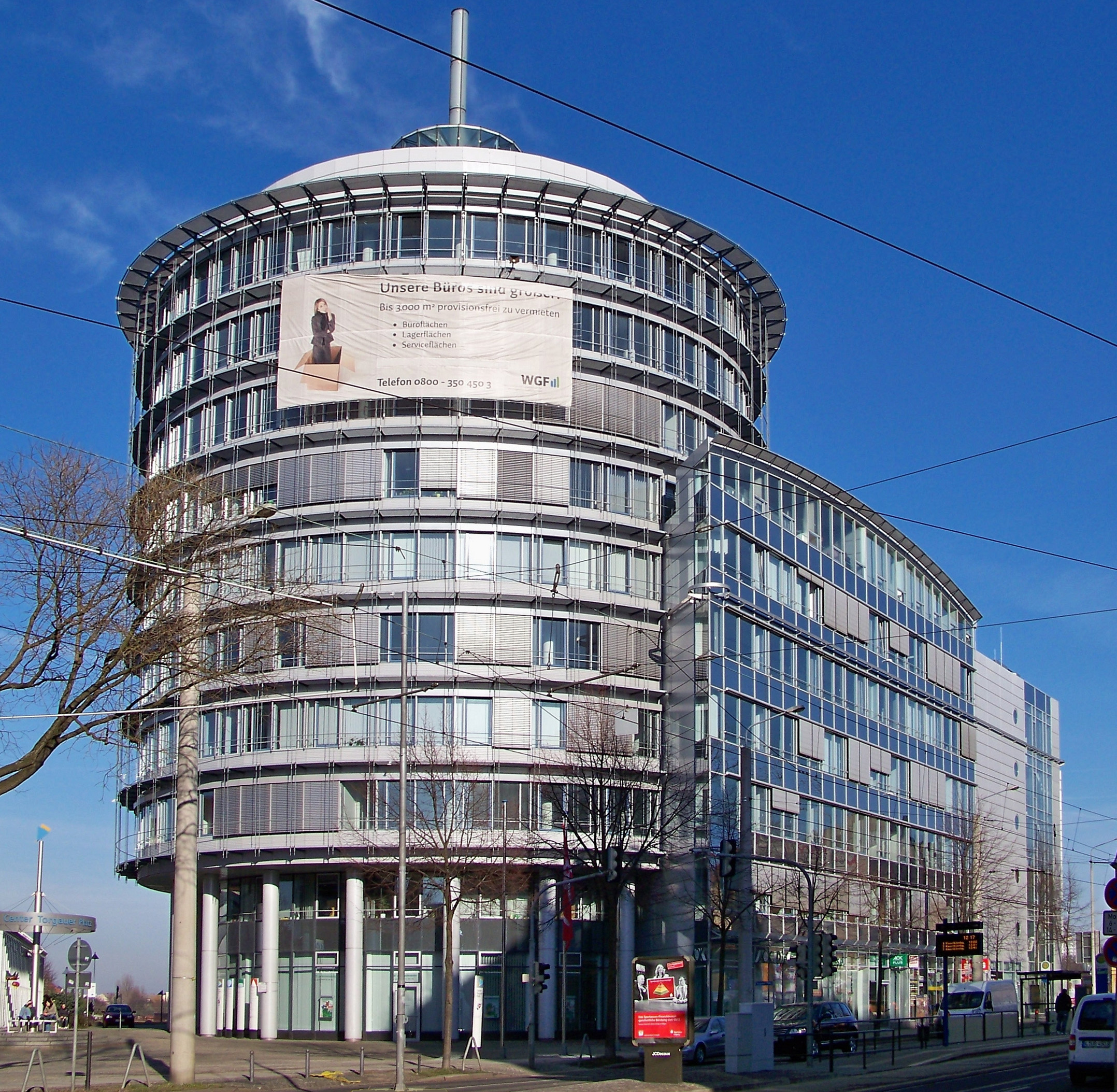
Büro-Center am Torgauer Platz (2011)

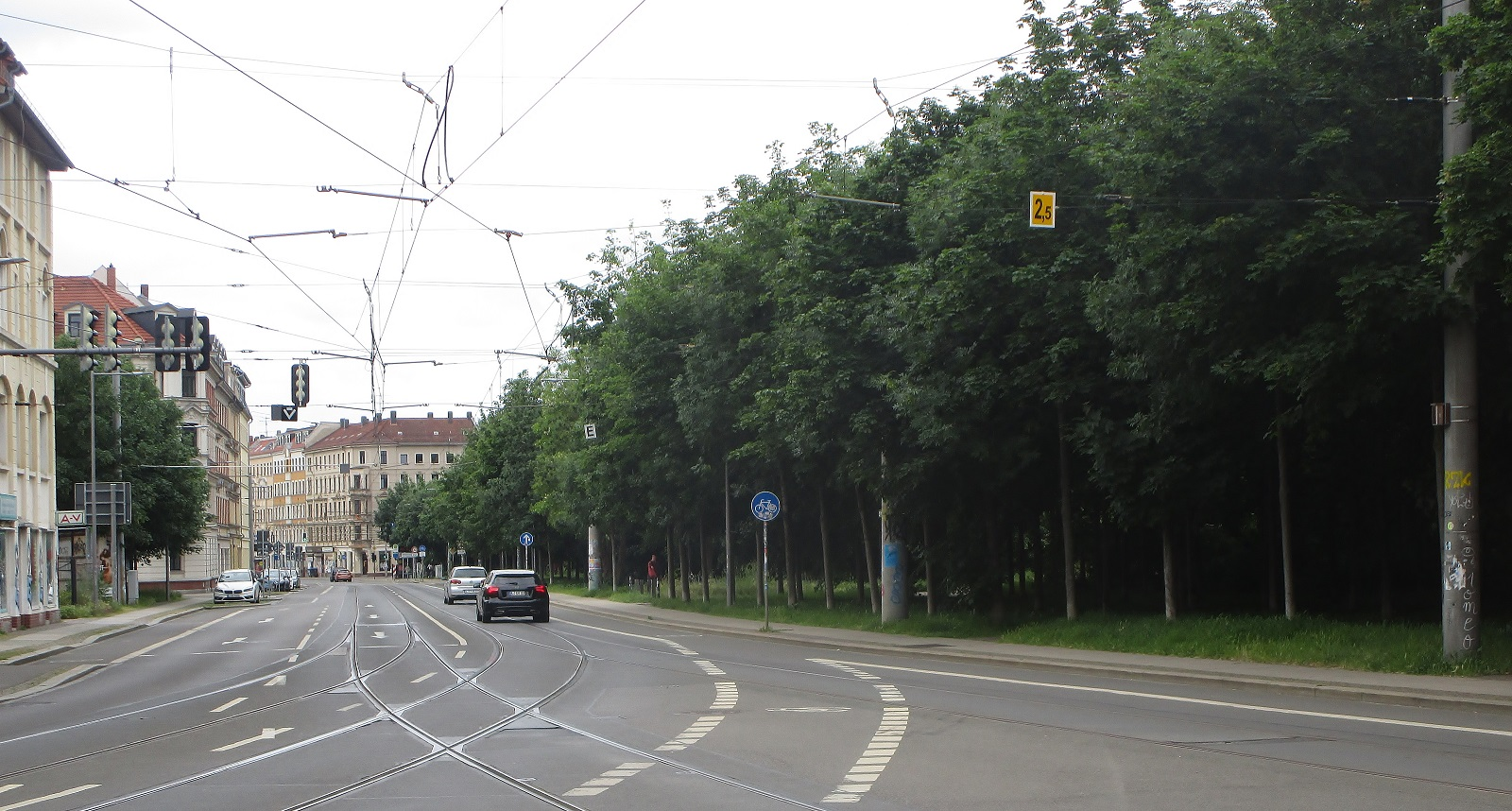
Sogenannter „Dunkler Wald“ an der Wurzner Straße (2021)

Volkmarsdorf ist größtenteils Wohn- oder Mischgebiet. Ausnahmen sind die Bürobauten am Torgauer Platz (früher VEB „Mikrosa“), der Bereich der ehemaligen Langbein-Pfanhauser Werke (später Galvanotechnik Leipzig), wo sich bis 2019 das Leipziger Stadtarchiv befand, und das Gewerbegebiet an der Schulze-Delitzsch-Straße. Als Arbeiterwohnviertel in der Gründerzeit errichtet, besteht es zumeist aus sanierten Altbau-Mietshäusern. Nur um den Volkmarsdorfer Markt mit der Lukaskirche findet man großflächig Plattenbauten, die im Gegensatz zu anderen Neubaugebieten dieser Art dem alten Straßenraster angepasst sind.
Da in Volkmarsdorf bis auf Kleingärten im Ostteil kaum Grünflächen vorhanden sind, wurden in den 2000er Jahren beim Stadtumbau an der Wurzner Straße flächenhafte Baumpflanzungen im Rahmen des Projekts „Dunkler Wald/Lichter Hain“ vorgenommen.

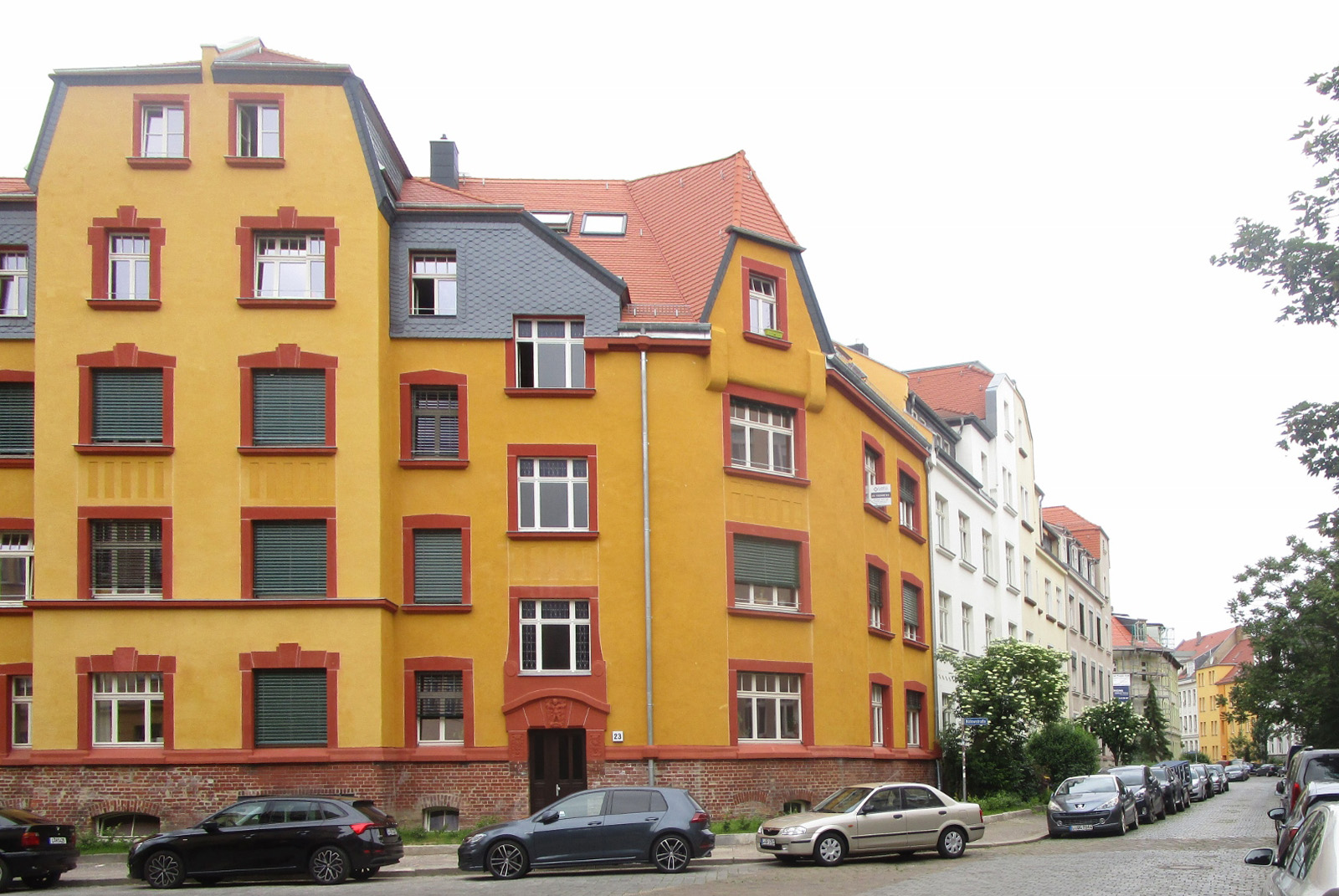
Im Bülowviertel (2021)

Im Nordosten, zwischen Torgauer Straße, Eisenbahnstraße und der Bahnlinie Leipzig–Dresden, erstreckt sich auf einer Fläche von sechs Hektar das Bülowviertel. Es umfasst sechs Baublöcke mit 86 ab 1900 errichteten drei- bis viergeschossigen Wohnhäusern mit weniger dichter Bauweise als sonst in Volkmarsdorf und kleinen Vorgärten. Die Stadt Leipzig beteiligte sich von 2009 bis 2011 mit dem Modellvorhaben „Eigentümerinitiative Bülowviertel“ im Forschungsfeld „Eigentümerstandortgemeinschaften im Stadtumbau“ des Bundesprogramms „Experimenteller Wohnungs- und Städtebau (ExWoSt)“. Dadurch kam hier eine anhaltende nachhaltige Entwicklung in Gang.
2019 betrug die Einwohnerzahl mit Hauptwohnsitz in Volkmarsdorf 13 .174 und hatte damit gegenüber 2015 um 19,9 % zugenommen. Im gleichen Zeitraum stieg die Einwohnerzahl der gesamten Stadt nur um 5,8 %. Der Ausländeranteil in Volkmarsdorf belief sich 2019 auf 32,3 % gegenüber jenem der Stadt von 9,7 %. 2020 war Volkmarsdorf der Ortsteil mit dem höchsten Anteil von Einwohnern mit Migrationshintergrund (42,4 %) in Leipzig. 7,1 % der Gesamtbevölkerung in Volkmarsdorf hatten Ende 2020 einen syrischen Migrationshintergrund, was der höchste Anteil ist, den ein einzelnes Herkunftsland in einem Ortsteil Leipzigs erreicht. Bemerkenswert ist auch das Verhältnis der Anzahl männlicher zu weiblicher Bevölkerung. Während unter der deutschen Bevölkerung Vokmarsdorfs auf einen Mann 1,06 Frauen kommen, sind es beim ausländischen Bevölkerungsanteil nur 0,79.
Auch der Anteil der Empfänger von Sozialleistungen liegt deutlich über dem stadtweiten Durchschnitt: 21 % der Haushalte bestritten 2017 ihren Lebensunterhalt hauptsächlich aus Arbeitslosenbezügen (Stadtdurchschnitt 6 %). Die PKW-Quote ist mit 154 Fahrzeugen je 1000 Einwohner weit unterdurchschnittlich.
Im Jahr 2017 wurden in Volkmarsdorf 170 Straftaten pro 1000 Einwohner registriert (der Durchschnittswert für Leipzig lag bei 139). Ein Abschnitt der Eisenbahnstraße (westlich der Elisabethstraße) sowie ihre Nebenstraßen zwischen Ludwig- und Konradstraße im Westen von Volkmarsdorf gelten als Kriminalitätsschwerpunkt und gehören zu Leipzigs Waffenverbotszone (die sich jedoch größtenteils im benachbarten Neustadt-Neuschönefeld erstreckt).
Im Mai 2023 startete in Volksmarsdorf als Pilotprojekt der erste Leipziger Superblock, eine Maßnahme zur anwohnergerechten Verkehrsberuhigung.

## Bevölkerung
| Jahr | Einwohner |
| ---- | --------- |
| 2000 | 07.553    |
| 2005 | 07.615    |
| 2010 | 07.694    |
| 2015 | 10.991    |
| 2020 | 13.275    |
| 2024 | 14.158    |

Stand: 31.12. des jeweiligen Jahres

## Politik
Bei den Wahlen zum Sächsischen Landtag gehört Volkmarsdorf zum neuen Wahlkreis Leipzig 8, bei Bundestagswahlen zum Bundestagswahlkreis Leipzig I (Wahlkreis 152).
Die Bundestagswahl 2021 führte bei einer Wahlbeteiligung von 67,6 % zu folgendem Zweitstimmenergebnis:
| Partei                | Volkmarsdorf | Stadt Leipzig |
| --------------------- | ------------ | ------------- |
| Die Linke             | 33,2 %       | 13,7 %        |
| Bündnis 90/Die Grünen | 25,1 %       | 18,5 %        |
| SPD                   | 12,3 %       | 20,9 %        |
| AfD                   | 08,2 %       | 13,3 %        |
| CDU                   | 06,0 %       | 14,0 %        |
| FDP                   | 05,6 %       | 10,1 %        |
| Sonstige              | 09,5 %       | 09,5 %        |

Volkmarsdorf war in den 2000er-Jahren der Leipziger Ortsteil mit der geringsten Wahlbeteiligung und zugleich derjenige mit dem höchsten Stimmenanteil für die rechtsextreme NPD. An der Bundestagswahl 2009 nahmen nur 46,5 % der Volkmarsdorfer Wahlberechtigten teil, bei Landtags-, Europa- und Kommunalwahlen waren es noch deutlich weniger. Die NPD erreichte bei der Landtagswahl 2009 mit 10,5 % ihren Spitzenwert. Dies änderte sich in der zweiten Hälfte der 2010er-Jahre signifikant: Die Wahlbeteiligung bei den Europa- und Landtagswahlen 2019 war mit rund 55 % jeweils etwa doppelt so hoch wie fünf Jahre zuvor. Auch der Stimmenanteil der Grünen verdoppelte sich bei der Landtagswahl 2019 auf 24,6 % und Die PARTEI machte Volkmarsdorf mit 13,3 % bei der Europawahl 2019 zu ihrer Hochburg.

## Schulen
- 16. Schule – Oberschule
- Quartiersschule Ihmelsstraße, Schulkomplex mit vierzügiger Oberschule und vierzügigem Gymnasium, seit 2022/2023 am Standort der ehemaligen Hermann-Liebmann-Schule. Dazu gehört auch für jede Schule je eine neu errichtete Sporthalle.[21]

## Persönlichkeiten

### Söhne und Töchter des Ortes
- Paul Erbes (1859–1909), Turner und Turnschriftsteller
- Ernst Dietze (1869–1938), Schriftsteller und Übersetzer
- Heinrich Phieler (1874–1962), Grafiker und Kunstgewerbelehrer
- Wilhelm Andreas (1882–1951), Bildhauer und Porzellandesigner
- Hans Franke (1882–1971), Komponist
- Hans Leibelt (1885–1974), Schauspieler

### Mit Volkmarsdorf verbundene Persönlichkeiten
- Christina Nauesse (* 1989), Fußballspielerin, in Volkmarsdorf aufgewachsen